# Simulium karzhantavicum
Simulium karzhantavicum är en tvåvingeart som först beskrevs av Rubtsov 1956.  Simulium karzhantavicum ingår i släktet Simulium och familjen knott. Inga underarter finns listade i Catalogue of Life.